# Río Cali
El río Cali es uno de los principales ríos en el municipio colombiano de Cali. Nace en el Alto del Buey en los Farallones de Cali. Su cuenca hidrológica ocupa 11.920 ha del noroccidente del municipio y su cauce recorre 50 km en la dirección oeste-noreste desembocando en el Río Cauca. Entre sus afluentes se destacan los ríos Pichindé, Felidia, Aguacatal y la micro cuenca El Cabuyal.
La cuenca hidrográfica es de naturaleza boscosa y más del 50% de esta es parte del parque nacional natural de los Farallones de Cali y se extiende en los corregimientos de los Andes, Pichindé, la Leonera y Felidia. El nivel de precipitación anual en la cuenca es de 1470 mm anuales, la distribución mensual puede verse en la tabla.
El caudal medio del río es de 4,04 m³/s, con un máximo promedio de 12,97 m³/s y un mínimo medio de 1,09 m³/s. El máximo caudal promedio se alcanza entre los meses abril y junio, mientras el mínimo entre julio y septiembre.
Las aguas del río son empleadas en el abastecimiento de la Planta Río Cali del acueducto de Cali, el cual requiere en promedio un caudal de 1,5 m³/s, pero puede llegar a utilizar 2,5 m³/s. Esta planta es administrada por las Empresas Municipales de Cali EMCALI. Varias veredas (en los corregimientos mencionados anteriormente) tienen acueductos y alcantarillados que dependen del Río Cali o sus afluentes. Según cálculos de la Corporación Regional Autónoma del Valle del Cauca (CVC) el río abastece de agua y sirve de alcantarillado a casi 7500 personas del área rural de Cali. Todas estas veredas no tienen plantas de tratamiento de aguas residuales y vierten sus aguas negras directamente al río o sus afluentes.
| Mes                | ene. | feb. | mar. | abr. | may. | jun. | jul. | ago. | sep. | oct. | nov. | dic. |
| ------------------ | ---- | ---- | ---- | ---- | ---- | ---- | ---- | ---- | ---- | ---- | ---- | ---- |
| Precipitación (mm) | 93   | 99   | 126  | 173  | 179  | 109  | 66   | 75   | 120  | 173  | 149  | 109  |